# Aggius
Aggius, auf Galluresisch Aggju (auch Àggju/Ággju oder Agghju geschrieben, gesprochen /'aɟːu/; Sardisch Ázos/Azos oder Ággios/Aggius/Ággius), ist eine Gemeinde in der Provinz Nord-Est Sardegna in der italienischen Region Sardinien mit 1411 Einwohnern (Stand 31. Dezember 2023).

## Geographie
Aggius liegt in der historischen Subregion Gallura, 53 km westlich von Olbia und 6 km nordwestlich von Tempio Pausania, unterhalb des Monte Sozza (790 m) und des Monte Croce (683 m). Nördlich des Ortes liegt die „Felswüste“ des Piano dei Grandi Sassi, auch Valle della Luna (Mondtal) genannt.
Die Nachbargemeinden sind Aglientu, Bortigiadas, Tempio Pausania, Trinità d’Agultu e Vignola und Viddalba.

## Sehenswürdigkeiten
Abseits und sehr versteckt liegt die Protonuraghe Izzana. Sie ist ein früher Mischtyp zwischen einer Korridornuraghe mit konfusem Grundriss und einer Kuppelnuraghe. Ihre Lage trug wesentlich dazu bei, dass sie noch weitgehend erhalten ist.

## Wirtschaft
Der Haupterwerb besteht in der Arbeit in den Granitbrüchen, die den italienischen Bedarf zu über 75 % decken.

## Verkehr
Aggius liegt an der Straße von Tempio Pausania zur Staatsstraße, die von Santa Teresa Gallura nach Sassari führt. Außerdem hat der Ort eine Haltestelle an der Bahnstrecke Sassari–Palau, welche im Sommer regelmäßig von Zügen bedient wird. Es existiert eine Linie des Trenino Verde von Tempio via Aggius nach Sassari, wo man Anschluss an die Linien der FS und FdS hat, und in Tempio kann man in Züge nach Palau umsteigen.